# شيء المستنقع (مسلسل تلفزيوني)
شيء المستنقع هو مسلسل أبطال خارقين ورعب تلفزيوني أمريكي تم إنشاؤه بواسطة غاري دوبيرمان ومارك فيرهيد لصالح عالم دي سي (خدمة بث عبر الإنترنت)، استنادًا إلى شخصية دي سي كومكس التي تحمل الاسم نفسه. يقوم الممثل ديريك ميرز بأداء شخصية الكيان المسمى (Swamp Thing)، وهو مخلوق نباتي يحارب القوى الخبيثة حول مستنقع لويزيانا بمساعدة الطبيبة «آبي آركين» التي تقوم بدورها الممثلة كريستال ريد.
عُرض المسلسل لأول مرة في 31 مايو 2019، ويتألف من 10 حلقات. بعد وقت قصير من العرض الأول، أعلنت DC Universe أنه تم إلغاءه. تم إصدار الحلقات المتبقية على DC Universe حتى اختتام المسلسل في 2 أغسطس 2019.

## الفرضية
عادت آبي أركين إلى موطنها في ماريه، لويزيانا،  للتحقيق في فيروس مميت ينتقل عن طريق المستنقعات، حيث طورت علاقة مع العالم أليك هولاند. بعد وفاة هولاند بشكل مأساوي، تكتشف آبي أسرار المستنقع وأن هولاند قد لا يكون ميتًا بعد كل شيء عندما يدعي مخلوق غامض أنه هو.

## الممثلين والشخصيات

### الأساسية
- كريستال ريد بدور أبيجيل «آبي» أركين:
طبيبة من مراكز السيطرة على الأمراض والوقاية منها تحقق في انتشار وباء مروّع مهدد للحياة في مسقط رأسها بينما تواجه ماضيها مرة أخرى.[3]
- فيرجينيا مادسن بدور ماريا سندرلاند:
زوجة أفيري سندرلاند، الأم الثكلى على فقدان ابنتها شونا، التي يعود حزنها إلى الظهور عند عودة آبي إلى الموطن.[4]
- آندي بين بدور أليك هولاند:
عالم أحياء مشين يعمل لدى آفيري. قُتل عندما بدأ في الكشف عن عملية غير قانونية في المستنقع، وتبقى ذكرياته داخل Swamp Thing.[5]
- ديريك ميرز بدور شيء المستنقع:
كيان نباتي تم إنشاؤه من ذكريات أليك هولاند. يمتلك السيطرة الأولية على النباتات وقدرات التجدد، ويحاول الدفاع عن المستنقع والمدينة والعالم الطبيعي بشكل عام.
- هندرسون وايد بدور مات كابل:
عنصر شرطة إلى جانب والدته، لوسيليا، يجد نفسه في حالة يرثى لها عندما تبدأ أحداث خارقة للطبيعة في تهديد البلدة. وهو أيضًا صديق الطفولة لآبي.[6]
- ماريا ستين بدور ليز تريماين:
مراسلة صحيفة محلية ونادلة وهي صديقة طفولة مقربة من آبي.[7]
- جيريل بريسكوت بدور مدام زانادو / نيموي إنفودو:
عرافة عمياء يمكن أن تكشف قدراتها النفسية عن المستقبل.[8]
- ويل باتون بدور أفيري سندرلاند:
رجل الأعمال البارز في ماريه، الذي في الوقت الذي يرد فيه الجميل للمجتمع، مصمم على تسخير قوة المستنقع من أجل الربح كوفرة أدوية. كان أيضًا الوالد بالتبني لأبي أركان بعد وفاة والدتها.[9]
- جينيفر بيلز بدور لوسيليا كيبل:
شريف ماريه «القاسية والبراغماتية» مع تفاني قوي لابنها مات.[10]
- كيفن دوراند بدور جيسون وودرو:
عالِم في علم الوراثة الحيوية، تم إحضاره لدراسة خصائص المستنقع، مما دفعه إلى التركيز على إطلاق إمكاناته، الأمر الذي له عواقب مأساوية ووحشية عليه.[11]

### متكرر
- ليوناردو نام بدور هارلان إدواردز: أخصائي CDC مثلي الجنس وهو الرجل الثاني بعد آبي.[12]

- إيلي غراهام بدور سوزي كويل: فتاة يافعة تم تشخيصها بمرض "Green Flu"، ويبدو أن لديها علاقة غامضة مع Swamp Thing، وتصادق آبي.
- غيفن شارب بدور شاونا سندرلاند: صديقة طفولة آبي وابنة ماراي وآفري المتوفاة، والتي تظهر في كل من ذكريات الماضي وكشبح لأمها ماريا.
- إيان زيرينج بدور دانيال كاسيدي / الشيطان الأزرق: رجل مجازفات سابق، بعد أن أصبح شبه مشهور بعد أن لعب دور الشيطان الأزرق الشيطاني في فيلم، يتطلع إلى استعادة شهرته السابقة.[13]
- سيلينا أندوز بدور كارولين وودرو: عالمة وزوجة جيسون وودرو مصابة بمرض الزهايمر.
- ماكون بلير في دور فانتوم سترينجر
- آل ميتشل بدور ديلروي تريماين: والد ليز
- مايكل بيتش بدور ناثان إليري
- ستيف ويلكوكس بدور بوريت سندرلاند: والد أفيري

### ضيوف
- آر جاي سايلر بدور جونز
- تيم روس بدور الدكتور شودوري، طبيب في مستشفى ماريه
- ميكا فيتزجيرالد بدور مونسون / ذا روت
- أدريان باربو بدور دكتور بالومار ، مساعد مدير مركز السيطرة على الأمراض. ظهرت باربو سابقًا في فيلم عام 1982 المقتبس عن Swamp Thing بدور «آليس كيبل»
- جيك بوسي بدور شو

## إنتاج

### تطوير
في 2 مايو 2018، تم الإعلان عن أن DC Universe قد أعطت الإنتاج أمرًا لتحويله من نص إلى سلسلة. كان من المتوقع أن يكتب مارك فيرهايدن وجاري دوبرمان الحلقة الأولى من المسلسل والإنتاج التنفيذي إلى جانب جيمس وان ومايكل كلير. تم تعيين روب هاكيت للعمل كمنتج مشارك. تم تحديد شركات الإنتاج المشاركة في السلسلة لتشمل Atomic Monster Productions و تلفزيون وارنر بروس.  في 4 سبتمبر 2018، أفيد أن لين وايزمان سيخرج الحلقة الأولى من المسلسل بالإضافة إلى العمل كمنتج تنفيذي.
على الرغم من إطلاقه على DC Universe، إلا أن المسلسل غير موجود في نفس العالم الخيالي مثل سلسلة الحركة الحية الأخرى للخدمة، بما في ذلك تاييتانز ودووم باترول. في 6 حزيران 2019، تم إلغاء المسلسل بعد أسبوع من بثه الأول. قبل إلغاء المسلسل، كانت هناك خطط لقوس مدته ثلاثة مواسم وتقديم Justice League Dark وإنشاء عرض ثانوي يعتمد على هذا الفريق.

### اختيار الممثلين
في سبتمبر 2018، تم الإعلان عن أن كريستال ريد وماريا ستين قد تم تمثيلهما في الأدوار الرئيسية لأبي أركان وليز تريماين، على التوالي.   تم الإعلان أيضًا عن جينيفر بيلز في الدور المتكرر للشريف لوسيليا كابل، على الرغم من أنه تم الكشف عنها لاحقًا لتكون جزءًا من فريق التمثيل الرئيسي.  في أواخر أكتوبر وأوائل نوفمبر 2018، تم الكشف عن المزيد من الظهورات المنتظمة، مع جيريل بريسكوت في دور مدام زانادو،  فيرجينيا مادسن بدور ماريا سندرلاند،  ويل باتون بدور أفيري سندرلاند.  قام آندي بين بدور أليك هولاند مع ديريك ميرز بدور مستنقع،  هندرسون وايد بدور مات كابل،  وكيفن دوراند بدور جيسون وودرو. 
أيضًا في ديسمبر 2018 ، انضم إيان زيرينج إلى فريق التمثيل في الدور المتكرر لدانيال كاسيدي / الشيطان الأزرق،  وبعد شهر، تم اختيار ليوناردو نام في دور هارلان إدواردز في دور متكرر. 

### التصوير
بدأ التصوير الرئيسي للمسلسل في أوائل نوفمبر 2018 في ويلمنجتون بولاية نورث كارولينا واختتم في 6 مايو 2019. 

### الإلغاء
في 17 أبريل 2019، تم الإعلان عن قطع إنتاج المسلسل بشكل غير متوقع بسبب الاختلافات الإبداعية مع شركة WarnerMedia الأم لشركة DC Universe، مما أدى إلى تقليل عدد الحلقات الأصلية من 13 إلى 10 حلقات. ذكرت تقارير أخرى أن السلسلة قد تم إلغاؤها بسبب نقص الميزانية بعد أن تم تخفيض المستوى المتوقع للتخفيضات الضريبية التي تقدمها ولاية كارولينا الشمالية بشكل كبير. صرح ممثل من DC Universe أنه تم إعادة تقييم خدمة البث وأنه لا توجد خطط لموسم ثان. ولدى سؤاله عن سبب إلغاء العرض بالتحديد، أجاب المتحدث: «للأسف، لسنا في وضع يسمح لنا بالرد في الوقت الحالي».
وصف ميرز الإلغاء بأنه "محطم للقلب" وشعر أن قرار إلغاء العرض أظهر "عدم احترام" من جانب DC. وأضاف أنه تم إخبار أعضاء الإنتاج حتى الإلغاء "كم كان كل شيء رائعًا" لذا فهي مساحة ضبابية غريبة نعيشها جميعًا الآن لأننا لا نعرف رسميًا سبب حدوث ذلك، أو لماذا ألغوا ذلك."  في منتصف عام 2019، بدأت حركة تحمل الهاشتاج #SaveSwampThing بالانتشار على وسائل التواصل الاجتماعي بعد وقت قصير من إلغاء المسلسل في محاولة لإنقاذ المسلسل. كما أظهر ميرز دعمه للحركة. مع حصول شبكة CW على حقوق بث المسلسل، لم يستبعد رئيس CW إمكانية تجديد المسلسل لموسم ثانٍ، قائلاً: "سيكون ذلك نقاشًا لـ Warner Bros. و CW. ولكن في هذا الوقت، فإن Swamp Thing هو مجرد الحلقات التي لدينا".

## العرض
تم عرض Swamp Thing لأول مرة في 31 مايو 2019، في DC Universe. على الرغم من إلغائه بعد فترة وجيزة من عرضه الأول، استمرت DC Universe في إصدار الحلقات المتبقية من المسلسل، مع إطلاق الحلقة النهائية في 2 أغسطس 2019. Swamp Thing: تم إصدار السلسلة الكاملة رقميًا في 2 ديسمبر 2019 وعلى أقراص DVD و Blu-ray في 11 فبراير 2020.
في مايو 2020، حصلت CW على حقوق بث المسلسل. بدأ البث على الشبكة في 6 أكتوبر 2020،  ومن المقرر أن ينتهي في 22 ديسمبر 2020.

## استقبال
على Rotten Tomatoes ، حصلت السلسلة على تصنيف موافقة بنسبة 95 ٪ بناءً على 38 مراجعة ، بمتوسط تقييم 7.44 / 10. يقول الإجماع النقدي للموقع ، «من خلال الميل إلى الرعب من كل ذلك، يسبح Swamp Thing في أعماق خنادق هذا العالم الغريب ويعود ببرنامج تلفزيوني جيد مخيف.» 
قام ميتاكريتيك، الذي يستخدم متوسطًا مرجحًا ، بتعيين للمسلسل درجة 67 من 100 بناءً على مراجعات من 5 نقاد ، مما يشير إلى «المراجعات الإيجابية بشكل عام».

### الجوائز
| عام  | جمعية        | الفئة                           | المرشح (المرشحين) | نتيجة | Ref.   |
| ---- | ------------ | ------------------------------- | ----------------- | ----- | ------ |
| 2019 | جوائز ساتورن | أفضل مسلسل تلفزيوني لبطل الخارق |                   | ترشح  | [ 34 ] |

## عالم سهم
يظهر Swamp Thing، كما تم تصويره في السلسلة، مظهرًا رائعًا في حدث عالم دي سي التلفزيوني آروفيرس «أزمة على الأرض اللانهائية» من خلال لقطات أرشيفية لشخصية ميرز. يثبت الحدث أن Swamp Thing يتم تعيينه في عالم Earth-19.

## روابط خارجية
- شيء المستنقع  على قاعدة بيانات الأفلام على الإنترنت (بالإنجليزية).